# Banikoara
Banikoara est une commune du Bénin située dans le département de l'Alibori.

## Administration
Banikoara est subdivisée en 10 arrondissements : Banikoara, Founougo, Gomparou, Goumori, Kokey, Kokiborou, Ounet, Sompérékou, Soroko et Toura, pour un total de 53 villages et 11 districts urbains.

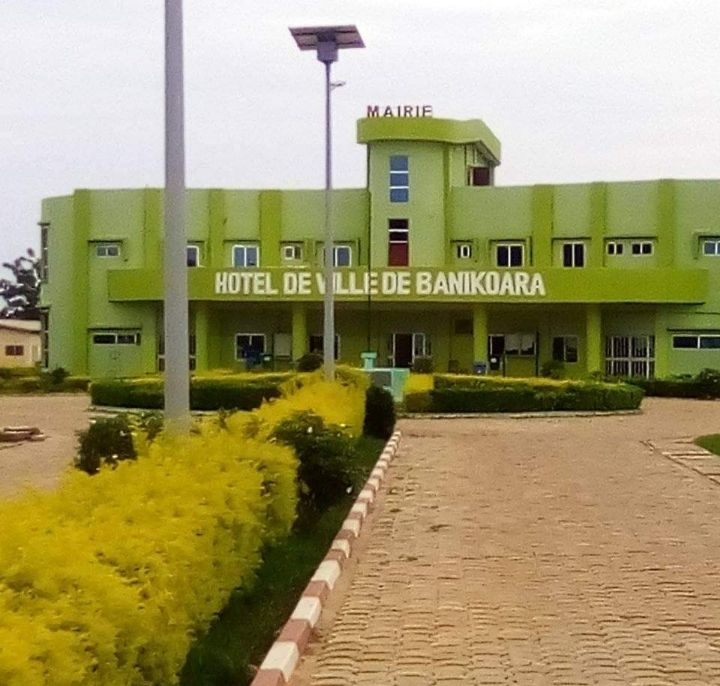
Mairie de Banikoara.
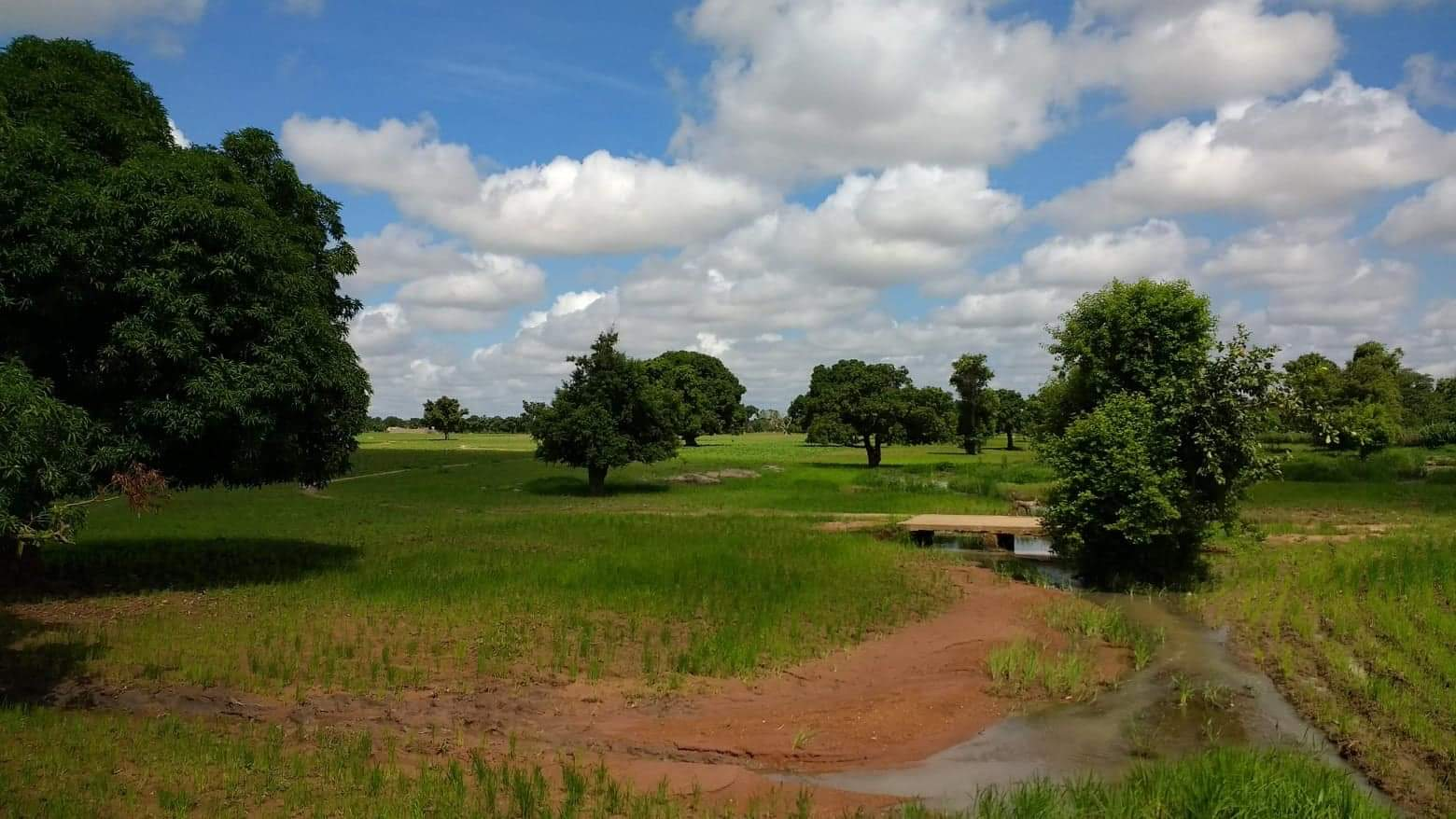
Champs à Ounet.
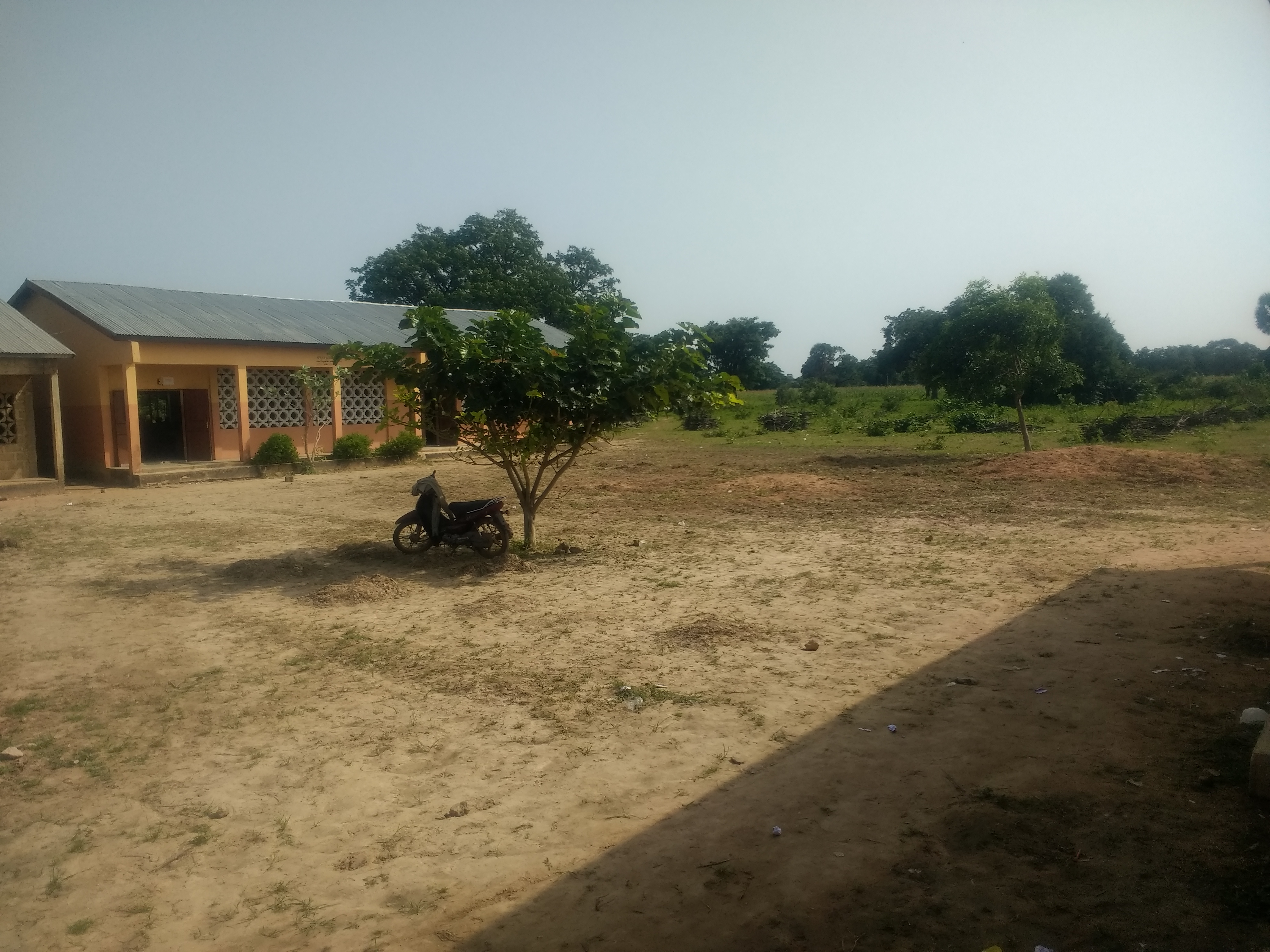
École secondaire à Toura.

## Population
Lors du recensement de 2013 (RGPH-4), la commune comptait 246 575 habitants, dont 37 571 pour l'arrondissement de Banikoara.
Elle est composée essentiellement de Baribas, Peulhs, Zarmas, Haoussas, Gourmantché, Yoruba.

## Économie
L'activité principale est l'agriculture et l'élevage. La commune de Banikoara est l'un des premiers producteur de coton au bénin, cette position n'a pas empêché la production céréalière et autres légumineuses.
Dans le domaine de l'élevage, cette commune occupe le premier rang en tête de bovins. On y rencontre également l'élevage de petits ruminants (caprins et ovins) sans oublier les volailles.
Au-delà de tous ces atouts, la Commune est aujourd'hui confrontée à un grave problème de désertification dû essentiellement à la culture de coton installée dans cette zone depuis près de quatre décennies.

## Galerie de photos

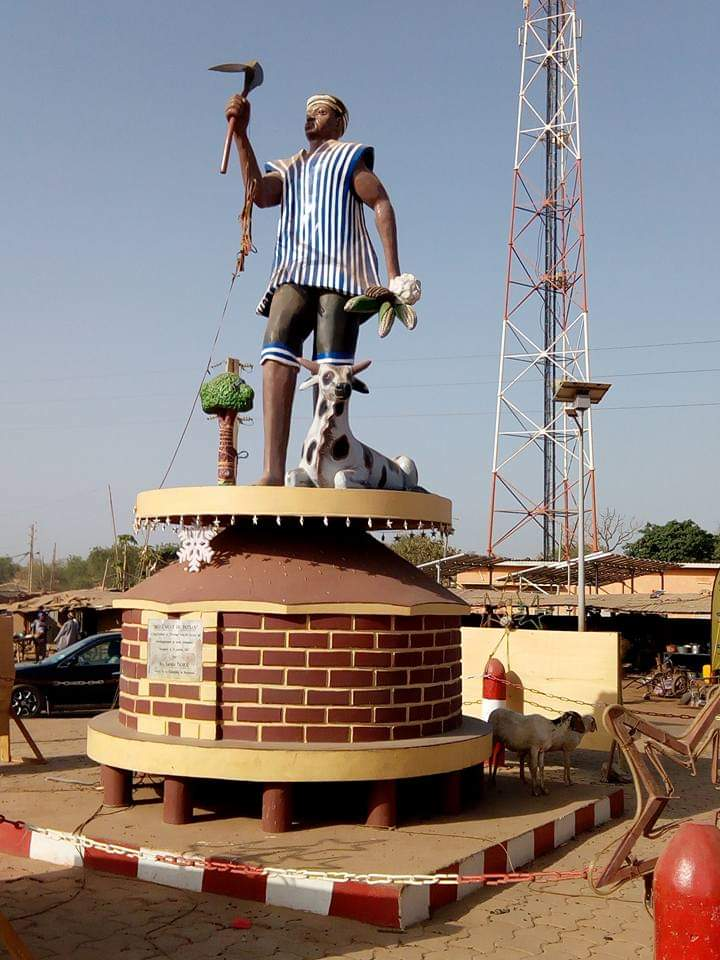
Statue à Baniganse (Banikoara) au Bénin
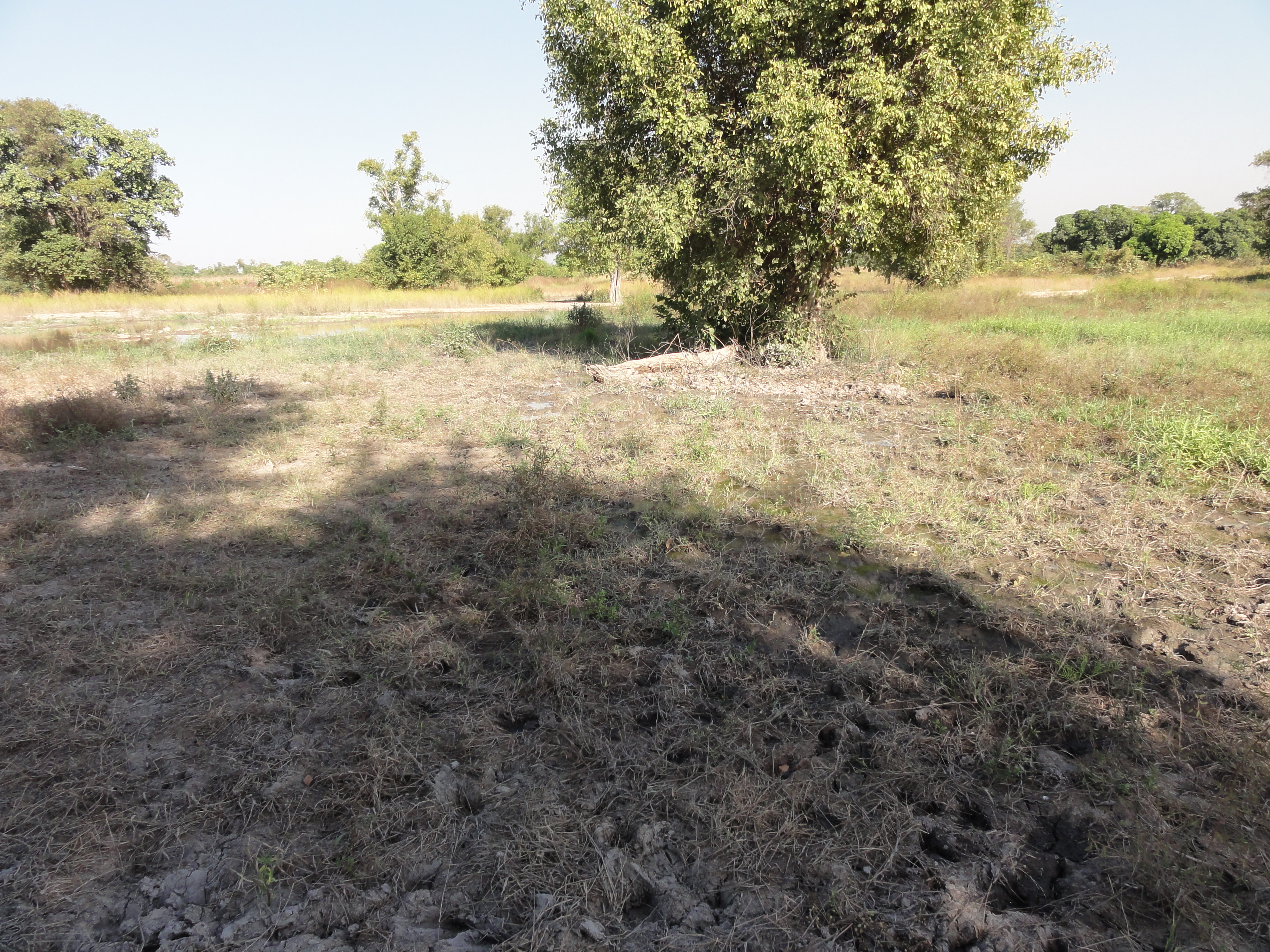
Production de riz à Banikoara.